# 桥西站
桥西站位于甘肃省嘉峪关市，建于1960年。是嘉镜铁路的一个车站离嘉峪关站19公里，离镜铁山站59公里。距上行车站春风站7公里，距下行车站冰沟站17公里。该站隶属兰州铁路局。办理客运业务和办理专用线、专用铁道整车货物发到，为四等车站。